# プレゼントツリー
プレゼントツリー（英：Present Tree）は、2005年1月に認定NPO法人環境リレーションズ研究所によって開始された、森づくりと地域振興を結びつける活動である。「贈り物に樹を植えよう」というコンセプトのもと、都市部の人々が全国各地の森林に樹を植え、10年間その里親となって地元と共に育てていく。

## 活動内容
プレゼントツリーでは、大切な人へのプレゼント、地域の森へのプレゼント、そして地球へのプレゼントという意味を込めて、放置された森林や災害に遭った森林、ゴルフ場跡地などに樹を植える。里親となった人は、自分の里樹が存在することで、その地域に足を運ぶようになり、地元との交流が生まれる。これにより、森林だけでなく地域全体を元気にしていくことを目指している。
里親には、樹の管理番号が記された「植樹証明書」と贈り主からのメッセージカードが届けられる。2024年9月末日現在、国内外55ヶ所に404,353本の植栽が完了している。 

## 主な活動実績
- 2007年5月、「音楽の力で森をつくろう Present Tree Live 2007」を開催[5][6]。
- 2008年12月、地球温暖化防止活動環境大臣賞を受賞。
- 2011年3月、東日本大震災からの復興支援として「REVIVE JAPAN 基金」を開始。
- 2013年2月、「TOKYO EARTH WORKERS」で優秀賞を受賞[7]。
- 2022年6月、「森林×脱炭素チャレンジ2022」林野庁長官賞を受賞[8]。
- 2023年10月、環境省「自然共生サイト」に「Present Tree in くまもと山都」が認定される[9]。